# Sokolow-Lyon-Index

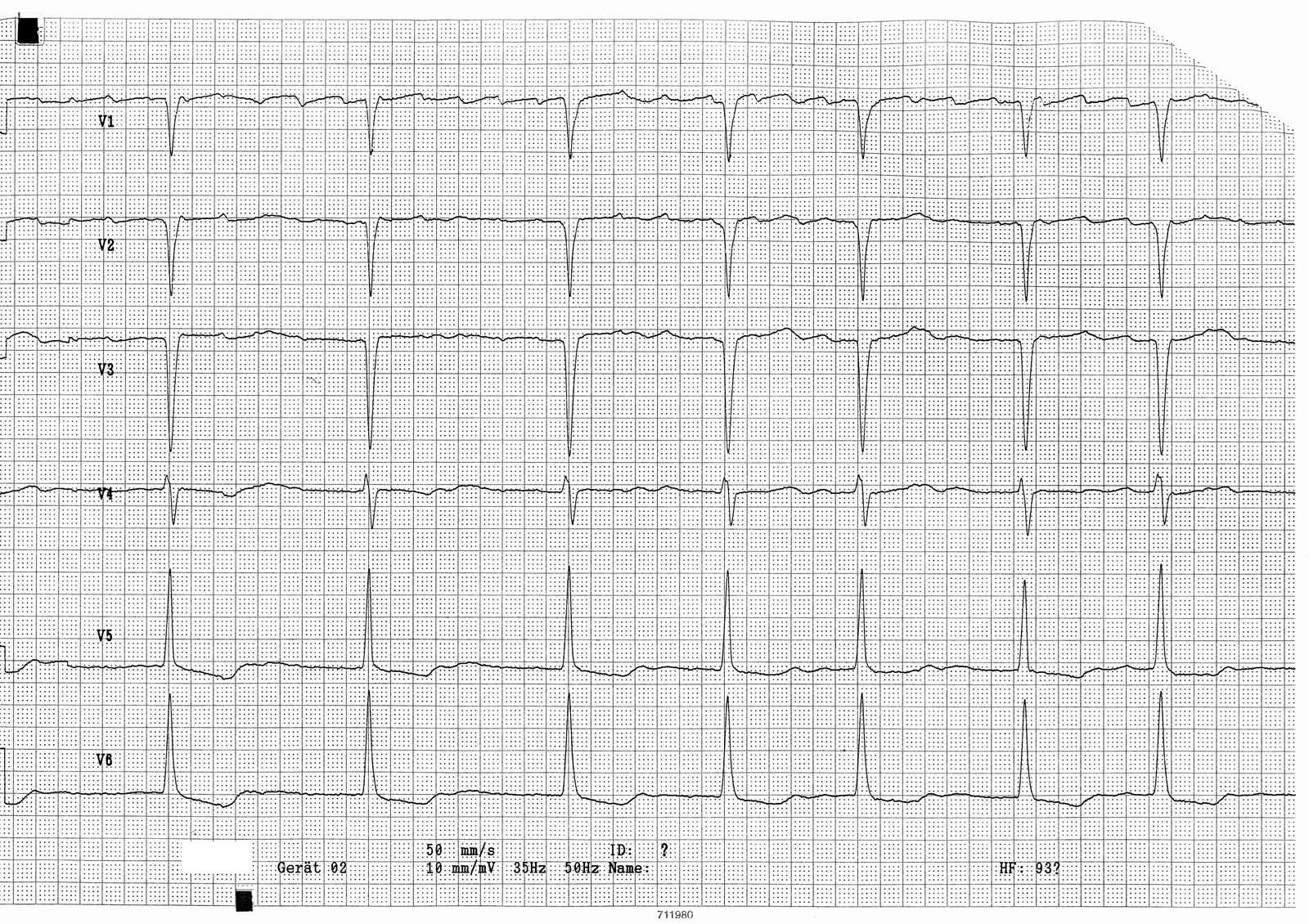
Brustwandableitungen mit positivem Sokolow-Lyon-Index

Der Sokolow-Lyon-Index (kurz Sokolow-Index) ist ein diagnostisches Zeichen im Elektrokardiogramm für die Vergrößerung (Hypertrophie) des Herzmuskels. Es wird bestimmt anhand der Höhe der Ausschläge in den Brustwandableitungen nach Wilson und setzt damit ein 12-Kanal-EKG voraus. Das Zeichen ist relativ unsicher, kann aber als Hinweis verwendet werden.

## Linksventrikuläre Hypertrophie
Der Index für die Verdickung der linken Herzwand wird gebildet aus der Höhe (in mV) von
- S in der Ableitung V1 plus
- R in der Ableitung V5 oder V6.

Dabei wird das höhere R gewertet. Ist die Summe größer als 3,5 mV, weist das auf eine Hypertrophie des linken Ventrikels hin.
Aufgrund seiner diagnostischen Eigenschaften kann der Sokolow-Lyon-Index nicht zum Ausschluss einer Hypertrophie bei Hypertoniepatienten genutzt werden.

## Rechtsventrikuläre Hypertrophie
Für eine Verdickung der rechten Herzwand spricht eine Summe > 1,05 mV von
R in V1 und S in V5 oder V6. Dies wird auch als „Sokolow II“ bezeichnet.

## Andere Hypertrophie-Indices
Durch einen positiven Lewis-Index kann der Verdacht auf eine linksventrikuläre Hypertrophie unterstützt werden. Der Whitebock-Index unterstützt den Verdacht auf eine Rechtsherz-Hypertrophie. Ein besseres Zeichen für linksventrikuläre Hypertrophie ist die Amplitude von R in Ableitung aVL.

## Erstbeschreibung
- Maurice Sokolow, Thomas P. Lyon: The ventricular complex in left ventricular hypertrophy as obtained by unipolar precordial and limb leads. In: Am Heart J. 37, 1949, S. 161–186.